# ピョン・ウソク
ビョン・ウソク   (朝: 변우석、中: 邊佑錫、英: Byeon Wooseok、1991年10月31日 - ）は、韓国のモデル、俳優。VAROエンターテインメント所属。血液型はB型。MBTIはESFJだがTPの時もある。

## 人物
1991年10月31日に大韓民国で生まれた。身長は189cm、体重は73kg。5歳年上の元モデルの姉がいる。兵役は大学を休学し入隊、2013年8月に除隊している。

## 来歴
2015年にモデルとしてデビューする。
2016年に韓国のテレビドラマ「ディア・マイ・フレンズ」で俳優デビューを果たす。
2017年7月よりBHエンターテインメントに所属していたが、2020年7月からVAROエンターテインメントに移籍する。

## 出演

### ドラマ
- ディア・マイ・フレンズ（英語版）（2016年、tvN） - ソン・ジョンソク役（カメオ出演）
- 麗〜花萌ゆる8人の皇子たち〜（2016年、SBS） - ハジンの元カレ役
- 恋のゴールドメダル〜僕が恋したキム・ボクジュ（2016年、MBC） - ジュンヒョンの先輩役（カメオ出演）
- 名不虚伝（2017年、tvN） - 黒い男役
- 直立歩行の歴史（2017年、tvN） - チョンミン役
- みんなの恋愛（2017年、tvN） - ウソク役
- 恋のオフィス・ウォッチ シーズン3～ゴシップ好きは災いのもと!?～（2017、콬TV）-ハ・ミンギュ役
- ウラチャチャ ワイキキ2（2019年、JTBC） - ユン・ソジュン役
- 恋愛ワードを入力してください〜Search WWW〜（2019年、tvN） - ハン・ミンギュ役
- コッパダン 〜恋する仲人〜（2019年、JTBC） - ト・ジュン役[4]
- 青春の記録（2020年、tvN） - ウォン・ヘヒョ役[5][6]
- 花が咲けば、月を想い（2021年-2022年、KBS2） - イ・ピョ役
- 力の強い女 カン・ナムスン(2023年、Netflix) -リュ・シオ役
- ソンジェ背負って走れ（2024年、tvN）-リュ・ソンジェ役
- 損するのは嫌だから（2024年、tvN） - コンビニ店員役（カメオ出演）[7]

### 映画
- ミッドナイト・ランナー（2017年） - クラブエンターテイナー役（カメオ出演）
- 白頭山大噴火（2019年） - ボディーガード役
- 20世紀のキミ（2022年） - プン・ウノ役
- ソウルメイト（2023年） - ジヌ役

### バラエティ
- ある日突然100万ウォン（2017年、O'live TV） - MC[8]

## 雑誌
- 「CeCi」2018年2月号[9]
- 「韓国時代劇歴史大全2020」2020年度版[10]
- 「Singles」2020年12月号[11]